# Музей Генріха Нейгауза
Музей Генріха Нейгауза — музей, присвячений життю і творчості піаніста і педагога, публіциста і музично-суспільного діяча Генріха Нейгауза, розташований у місті Кропивницькому.
Засновник-організатор і директор музею — Тетяна Юріївна Фурлет.

## Будівля
Музейний заклад розташований у будівлі міської музичної школи № 1 у середмісті Кропивницького за адресою:
вул. Віктора Чміленка, 65, м. Кропивницький-25006 (Україна).
Будинок був споруджений на кошти єврейської громади міста як житло для сім'ї майбутнього рабина синагоги. Але рабин, заступивши на посаду, відмовився вселятися в дім з моральних міркувань, вважуючі свою сім'ю не в праві займати таке просторе, коштовне і нескромне житло. Тому будинок був проданий заможному лікарю Мейтусу, який влаштував на першому поверсі приватну клініку, а сам оселився поверхом вище. Син лікаря Мейтуса, композитор Юлій Мейтус створив в своєму домі музичну школу, в якій і викладав.

## З історії та сьогодення музею
Музей Генріха Нейгауза, створений при першій музичній школі імені Г. Г. Нейгауза міста Кропивницького, був відкритий 12 квітня 1981 року. Тоді на відкриття музею був запрошений відомий піаніст, учень Нейгауза – Олексій Наседкін. 
Спочатку він функціонував як музейна кімната, але, із поповненням зібрання, виникла потреба розширити експозицію, — відтак згодом музейна колекція розмістилась у двох залах.
У 1990 році музей Г. Нейгауза одержав звання народного.
У теперішній час заклад уже традиційно проводить велику просвітницьку діяльність. Щорічно, в тому числі і зусиллями творчого колективу закладу, відбуваються Нейгаузівські музичні зустрічі із запрошенням видатних музикантів-виконавців сучасності.

## Експозиція
Експозиція Музею Генріха Нейгауза складається з двох розділів:
1. Життєвий і творчий шлях Генріха Нейгауза;
2. Видатні учні великого музичного педагога.

У відділах експозиції є унікальні матеріали, більшість серед яких є оригінальними. Серед них, зокрема, — фотографії, документи сім'ї Нейгаузів, особисті речі Генріха Нейгауза, нагороди, 16 видань різними мовами світу головної теоретичної роботи Генріха Нейгауза «Про мистецтво фортепіанної гри», листи, прижиттєве погруддя, посмертна маска Генріха Нейгауза.

## Виноски
1. ↑  «Нейгаузівські зустрічі» - фестиваль, який вартий уваги талановитих кропивничан - kropyvnytski.com.ua (укр.). 25 листопада 2022. Процитовано 25 листопада 2022.
2. ↑  Про музей [Архівовано 22 березня 2014 у Wayback Machine.] на Офіційна вебсторінка музею [Архівовано 27 січня 2013 у Wayback Machine.]
3. ↑  Експозиція музею [Архівовано 12 лютого 2017 у Wayback Machine.] на Офіційна вебсторінка музею [Архівовано 27 січня 2013 у Wayback Machine.]